# Жерлан
45° 43′ 25.6″ N 4° 49′ 56.1″ E / 45.723778° С; 4.832250° И
Стадион Жерлан (фр. Stade de Gerland) је фудбалски стадион у Француској на којем као домаћин од 1950. године игра Олимпик Лион. Стадион је саграђен 1914. године. Био је прошириван три пута: 1960, 1980. и 1998. Капацитета је 41.044 места. Архитекта стадиона је Тони Гарнијер. Један је од стадиона на којем су се играле утакмице Светског првенства 1998.
Рекордна посета на овом стадиону је 48.552 гледалаца током утакмице између Олимпик Лиона и Сент Етјена 1982.
Током полуфинала Купа конфедерација 2003. у коме су играли Камерун и Колумбија, репрезентативац Камеруна Марк Вивијен Фо колабирао је на терену након чега је и преминуо на путу до болнице.
Лион ће на Жерлану играти до 2013. након чега се сели на нови стадион.

## Утакмице СП које су игране на овом стадиону
Такмичење по групама:
- Јужна Кореја -  Мексико
- Јапан -  Јамајка
- Сједињене Државе -  Иран
- Француска -  Данска
- Румунија -  Колумбија

Четвртфинале:
- Немачка -  Хрватска